# Гистав Кајбот
Гистав Кајбот (фр. Gustave Caillebotte; Париз, 19. август 1848 – Жанвилије, 21. фебруар 1894) био је француски сликар. Кајбот је био члан и покровитељ импресиониста, иако је сликао реалистичније од многих других у тој групи. Он је био познат по свом раном интересовању за фотографију као облик уметности.

## Живот и рад
Гистав Кајбот рођен је 19. августа 1848. у Паризу, у богатој породици: отац Марцијал био је индустријалац и судија. Дипломирао је права 1868. и положио адвокатски испит 1870, али је убрзо мобилисан у Националну гарду током Француско-пруског рата (1870—1871).
После рата почео је да се бави сликарством: 1873. уписао се на Академију лепих уметности у Паризу (фр. Ecole des Beaux-Arts), али је убрзо прекинуо студије, пошто је већ 1874. добио богато наследство од оца и спријатељио се са сликарима који су радили изван званичне Француске Академије, међу којима су били Едгар Дега и Ђузепе де Нити.
Посетио је прву импресионистичку изложбу (1874), а на другој (1876) је учествовао са осам својих слика, међу којим је било и његово прво ремек-дело, Постављачи паркета (из 1875), које се истакло реалистичним приказом радничке класе и било одбијено на званичној изложби Француске Академије (1875) - са објашњењем да је тема сувише вулгарна за академско сликарство. Иако су по стилу његове слике припадале реализму, биле су под видним утицајем његових другова импресиониста. Сликао је породичне сцене, ентеријере и портрете, али је остао најпознатији по сликама париских улица, као што је Париска улица на кишни дан (из 1877).
Он је купио први рад Монеа 1875. године и био је од посебне помоћи у каријери и финансијском опстанку уметника. Био је прецизан у избору спонзорстава; није марио да помаже или откупљује дела Жоржа Сера и Пола Гогена, или неког од симболиста. Године 1890. одиграо је главну улогу у помоћи Клоду Монеу у организовању јавне претплате и у убеђивању француске државе да купи Олимпију (1863) Едуара Манеа. Такође је користио своје богатство за финансирање хобија за које је био прилично страствено заинстересован: филателија, узгој орхидеја, изградњу јахти па чак и дизајн текстила. Након смрти, уведен је у Roll of Distinguished Philatelists, а збирка коју је формирао са својим братом Марсијалом сада се налази у Британској библиотеци.
Уверен након смрти свог млађег брата Ренеа 1876. да ће његов живот бити кратак, Кајбот је написао тестамент у својим двадесетим. У тестаменту је завештао велику колекцију француској влади. Ова колекција је на крају укључивала шездесет осам слика Камија Писара (деветнаест), Клода Монеа (четрнаест), Пјера Огиста Реноара (десет), Алфреда Сислија (девет), Едгара Дега (седам), Пола Сезана (пет) и Едуара Манеа (четири).
Кајбот је 1881. стекао имање у Жанвилију, на обали Сене у близини Аржантеја, и ту се трајно преселио 1888. Престао је да излаже своје радове са 34 године и посветио се баштованству и изградњи и тркама јахтама, а много је времена проводио са својим братом Марсијалом и пријатељем Огистом Реноаром. Реноар је често био у гостима код њема и имали су опсежне дискусије о уметности, политици, књижевности и филозофији. Цаиллеботте је био модел за Реноарову слику из 1881. Le Déjeuner des canotiers. Иако се никада није оженио, изгледа да је имао озбиљну везу са Шарлот Бертије, млађом женом из ниже класе, којој је оставио знатан ануитет.
Кајботова сликарска каријера је драматично успорила почетком 1890-их када је престао да ради на великим платнима. Умро је 1894. од отока плућа, док је радио у башти, са 45. години. Сахрањен је на гробљу Пер Лашез у Паризу.
Пошто никада није морао да продаје своје слике како би се издржавао, за живота је био познатији као мецена и покровитељ уметника, него као сликар. Његова дела постала су позната јавности тек после 1955, када су његови наследници почели да распродају његову збирку. Године 1964. Уметнички институт у Чикагу је купио Париску улицу на кишни дан, што је подстакло интересовање Американаца за његов опус. До 1970-их, дела су мз поново излагана и критички ревалоризована.

## Теме
Сликао је бројне породичне сцене, ентеријере и портрете.На многим сликама је приказивао чланове породице. Приказивао је сцене ручавања, картања, свирања клавира, читања и шивања, а све то изведено на интиман, ненаметљив начин који приказује миран ритуал живота у затвореном простору више класе.
Често је користио меку импресионистичку технику која је подсећала на Реноара да би пренео мирну природу села, у оштром контрасту са равнијим, глаткијим потезима на сликама које приказују урбану средину. На Веслачи са цилиндром (1877), он ефективно управља перспективом путника у задњем делу чамца који је окренут према свом сапутнику и потоку испред њега, на начин много реалистичнији и инволвиранији од Манетове слике са истим мотивима.
Он је најпознатији по сликама урбаног Париза. Слика Париска улица на кишни дан (фр. Rue de Paris; temps de pluie) је скоро јединствена међу његовим радовима због посебно равних боја и фото-реалистичког ефекта, који дају слици препознатљив и модеран изглед, скоро сличан америчким реалистима као што је Едвард Хопер. Многе његове урбане слике биле су прилично контроверзне због своје преувеличане, понирене перспективе. На слици Човек на балкону (1880), он позива гледаоца да подели балкон са својим субјектом и придружи се посматрању сцене града који сеже у даљину, опет користећи необичну перспективу. Показујући мало оданости било ком стилу, многе друге Кајботове слике које приказују градски живот, настале у истом периоду, су знатно више импресионистичке.
Кајботове мртве природе приказују првенствено храну, некада за столом, спремну за јело, а некада храну у радњама, као што је на пример низ слика које је направио на којима приказује месо у месари.
Насликао је неколико актова, који, иако провокативани кроз реалистички израз, су амбиваленте по питање приказаног расположења – нису ни отворено еротичне ни митолошки сугестивне, што су зједничке теме заједничке бројним актовима током тог уметничког периода.
Иако је био познат по сликању урбаних и сцена оквиру домаћинства, он је такође насликао многе сеосеке пределе и сцене, у околини своје куће, у годинама пре смрти.

## Галерија
- Постављачи паркета (1875)
- Париска улица на кишни дан (1877)
- Женски акт на дивану (1873)
- Балкон (1880)
- У кафеу (1880)
- Аутопортрет (око 1892)